# Tim Thomerson
Tim Thomerson, de son nom complet Joseph Timothy Thomerson, est un acteur américain né le 8 avril 1946 à Coronado en Californie.

## Biographie
Thomerson est connu pour avoir tenu le rôle de Jack Deth dans le film Trancers et ses suites. Il a également joué dans Retour vers l'enfer  avec Gene Hackman et Patrick Swayze et dans Aigle de fer où il joue le rôle du père du héros retenu prisonnier dans un pays ennemi.

## Filmographie

### Cinéma
- 1976 : Car Wash : Kenny
- 1977 : Which Way Is Up? : le guide touristique
- 1978 : Tu ne m'oublieras pas (Remember My Name) : Jeff
- 1978 : Record City : Marty
- 1978 : Un mariage (A Wedding) : Russell Bean
- 1980 : Carny : Doubles
- 1980 : Fondu au noir (Fade to Black) : Jerry Moriarty
- 1981 : Ça passe ou ça casse (Take This Job and Shove It) : Ray Binkowski
- 1981 : St. Helens : le shérif Wayne Temple
- 1982 : Some Kind of Hero : Cal
- 1982 : Jekyll and Hyde... Together Again : Dr Knute Lanyon
- 1982 : Honkytonk Man : Le patrouilleur de l'autoroute
- 1983 : Metalstorm : La Tempête d'acier (Metalstorm: The Destruction of Jared-Syn) : Rhodes
- 1983 : Osterman week-end : Le policier à moto
- 1983 : Retour vers l'enfer (Uncommon Valor) : Charts
- 1984 : Le Vainqueur (Rhinestone) : Barnett Kale
- 1984 : Trancers : Jack Deth / Phil Deth
- 1985 : Toujours prêts (Volunteers) : John Reynolds
- 1985 : Zone Troopers : Le sage
- 1986 : Aigle de fer (Iron Eagle) : le colonel Ted Masters
- 1986 : Ratboy : Alan Reynolds (non crédité)
- 1987 : A Tiger's Tale : Lonny
- 1987 : Aux frontières de l'aube (Near Dark) : Loy Colton
- 1987 : Cherry 2000 : Lester
- 1988 : Blaireaux and Co (The Wrong Guys) : Tim
- 1989 : Mais qui est Harry Crumb ? (Who's Harry Crumb?) : Vince Barnes
- 1990 : Poudre jaune  (Vietnam, Texas) de Robert Ginty : Max Heron
- 1990 : Air America : Babo
- 1991 : Trancers 2 : Jack Deth
- 1991 : Dollman : Brick Bardo (vidéo)
- 1992 : The Harvest : Steve Mobley
- 1992 : Trancers 3 : Jack Deth (vidéo)
- 1992 : Nemesis : Farnsworth
- 1992 : Stringer : Jack Mitchett
- 1993 : Dollman vs Demonic Toys : Brick Bardo
- 1994 : Trancers 4 : Jack Deth (vidéo)
- 1994 : Hong Kong 97 : Jack McGraw
- 1995 : Spitfire : Rex Beechum
- 1995 : Dominion : Fitz
- 1997 : Prise d'otages à Atlanta (Blast) : Le commissaire de police
- 1998 : Las Vegas Parano (Fear and Loathing in Las Vegas) : Hoodlum
- 1998 : Crossfire : Crane
- 2000 : Red Team : William Heywood
- 2001 : Délivre-nous du mal (Devil's Prey) : Le shérif Harry
- 2002 : Shoot or Be Shot : Oncle Bill
- 2006 : Forget About It : Arizona Al